# Terebra gabriellae
Terebra gabriellae é uma espécie de gastrópode do gênero Terebra, pertencente a família Terebridae.